# Sc Heerenveen in het seizoen 2017/18 (vrouwen)
Het seizoen 2017/2018 was het 11e jaar in het bestaan van de Heerenveense vrouwenvoetbalclub sc Heerenveen. De club kwam uit in de Eredivisie en eindigde op de derde plaats. In het toernooi om de KNVB beker reikte de ploeg tot de halve finale. Hierin was AFC te sterk met 1–0.

## Wedstrijdstatistieken

### Eredivisie
|       | Achilles '29 | ADO Den Haag | AFC Ajax | VV Alkmaar | Excelsior/Barendrecht | PEC Zwolle | PSV   | FC Twente |
| ----- | ------------ | ------------ | -------- | ---------- | --------------------- | ---------- | ----- | --------- |
| Thuis | 3 – 0        | 1 – 3        | 1 – 3    | 0 – 2      | 2 – 0                 | 2 – 1      | 1 – 4 | 1 – 2     |
| Uit   | 3 – 3        | 1 – 3        | 2 – 1    | 2 – 3      | 0 – 3                 | 1 – 2      | 1 – 1 | 1 – 1     |

#### Kampioensgroep 1–5
|       | AFC Ajax | PEC Zwolle | PSV   | FC Twente |
| ----- | -------- | ---------- | ----- | --------- |
| Thuis | 2 – 2    | 3 – 0      | 1 – 4 | 3 – 4     |
| Uit   | 3 – 0    | 2 – 2      | 2 – 4 | 2 – 1     |

### KNVB beker
| Achtste finale                            | sc Heerenveen                          | 2 – 0 (? – 0)    | VV Alkmaar                                                    |  |
| Plaats: Heerenveen Sportpark Skoatterwâld | Onbekend Fenna Kalma                   | Wedstrijdverslag |                                                               |  |
| Kwartfinale                               | Achilles '29                           | 2 – 4 (? – ?)    | sc Heerenveen                                                 |  |
| Plaats: Groesbeek Sportpark De Heikant    | Yvette Derks –' (pen.) Sophie Cobussen | Wedstrijdverslag | Laura Strik Tiny Hoekstra Fenna Kalma Nathalie van der Heuvel |  |
| Halve finale                              | sc Heerenveen                          | 0 – 1 (0 – 0)    | AFC Ajax                                                      |  |
| Plaats: Heerenveen Sportpark Skoatterwâld |                                        | Wedstrijdverslag | 61' Desiree van Lunteren 90+5' Toni Payne                     |  |

## Statistieken sc Heerenveen 2017/2018

### Eindstand sc Heerenveen Vrouwen in de Eredivisie 2017 / 2018
| Stand | Gespeeld | Gewonnen | Gelijk | Verloren | Punten | Doelpunten voor | Doelpunten tegen | Gele kaarten | Rode kaarten |
| ----- | -------- | -------- | ------ | -------- | ------ | --------------- | ---------------- | ------------ | ------------ |
| 4e    | 16       | 7        | 3      | 6        | 24     | 28              | 26               | 3            | 1            |

### Eindstand sc Heerenveen Vrouwen in de kampioensgroep 1–5 2017 / 2018
| Stand | Gespeeld | Gewonnen | Gelijk | Verloren | Punten | Doelpunten voor | Doelpunten tegen | Gele kaarten | Rode kaarten |
| ----- | -------- | -------- | ------ | -------- | ------ | --------------- | ---------------- | ------------ | ------------ |
| 3e    | 8        | 2        | 2      | 4        | 20     | 16              | 19               | 3            | 0            |

### Topscorers
| #      | Naam                    | Goal |
| ------ | ----------------------- | ---- |
| 1.     | Fenna Kalma             | 21   |
| 2.     | Tiny Hoekstra           | 13   |
| 3.     | Dayna Schra             | 4    |
| 4.     | Dana Philippo           | 2    |
| 4.     | Laura Strik             | 2    |
| 5.     | Nathalie van den Heuvel | 1    |
| 5.     | Caroline Vegter         | 1    |
| Totaal | Totaal                  | 44   |

| #        | Naam                        | Goal |
| -------- | --------------------------- | ---- |
| 1.       | Fenna Kalma                 | 2    |
| 2.       | Nathalie van den Heuvel     | 1    |
| 2.       | Tiny Hoekstra               | 1    |
| 2.       | Laura Strik                 | 1    |
| Onbekend |                             |      |
| 1.       | Onbekend (Tegen VV Alkmaar) | 1    |
| Totaal   | Totaal                      | 5    |

### Kaarten
| #      | Naam                    |   |
| ------ | ----------------------- | - |
| 1.     | Chantal Schouwstra      | 3 |
| 2.     | Dayna Schra             | 1 |
| 2.     | Nathalie van den Heuvel | 1 |
| 2.     | Laura Strik             | 1 |
| Totaal | Totaal                  | 6 |

| #      | Naam        |   |
| ------ | ----------- | - |
| –      | Geen speler | 0 |
| Totaal | Totaal      | 0 |

| #      | Naam               |   |
| ------ | ------------------ | - |
| 1.     | Chantal Schouwstra | 1 |
| Totaal | Totaal             | 1 |